# Anticlea volcanica
Anticlea volcanica là một loài thực vật có hoa trong họ Melanthiaceae. Loài này được (Benth.) Baker miêu tả khoa học đầu tiên năm 1880.